# Ocotea minutiflora
Ocotea minutiflora là loài thực vật có hoa trong họ Nguyệt quế. Loài này được O.C. Schmidt miêu tả khoa học đầu tiên năm 1928.